# 빌라푸추
빌라푸추(Villaputzu, 언어 오류(sro): Bidda de Putzi 또는 Biddeputzi)는 수드사르데냐도의 이탈리아 지방인 사르데냐 섬에 있는 코무네로, 사르데냐의 주도인 칼리아리에서 북동쪽으로 약 45 킬로미터 (28 mi) 떨어진 곳에 위치한다. 사라부스 언덕 옆, 플루멘도사강의 하구에 있는 짧은 평야에 자리 잡고 있다.
빌라푸추 마을은 빌라푸추, 무라베라, 산비토, 카스티아다스를 포함하는 사라부스의 역사적인 지역의 일부이다.
빌라푸추는 라우네다스 연주자 에피시오 멜리스의 고향이다.